# Art Buff
Art Buff è un graffito di Banksy creato a Folkestone nel 2014 come "parte della triennale di Folkestone". Il graffito è ubicato a Payers Park.
L'opera raffigura un'anziana che indossa le cuffie e fissa un piedistallo, su cui poggia una macchia di graffiti ricoperti. Il nome del pezzo è un gioco di parole in quanto buff è un termine del gergo dei graffitisti che indica il trattamento dei graffiti illegali.
Segnalato il 13 ottobre 2014, Art Buff è stato vandalizzato con la verniciatura a spruzzo di un pene poggiato sul piedistallo.
All'inizio di novembre 2014 Robin Barton e Bankrobber London hanno organizzato la rimozione di Art Buff a seguito delle richieste dei proprietari del muro e hanno annunciato l'intenzione di metterlo all'asta per la ricerca contro il cancro. L'11 settembre 2015 un giudice britannico ha stabilito che il murale fosse di proprietà pubblica e doveva quindi essere restituito a Folkestone, poi effettivamente avvenuto nel 2020.